# Медаль «За службу» (Минюст России)
Меда́ль «За слу́жбу» — ведомственная медаль Министерства юстиции Российской Федерации, учреждённая приказом Минюста России № 75 от 25 февраля 2000 года. Повторно учреждена приказом №116 от 17 июля 2013 года.

## Правила награждения
Согласно Положению медалью Минюста России «За службу» награждаются:
- сотрудники уголовно-исполнительной системы Министерства юстиции Российской Федерации за безупречную службу, имеющие соответствующую выслугу лет в календарном исчислении;
- лица, безупречно прослужившие и перешедшие из других федеральных органов исполнительной власти и иных органов в уголовно-исполнительную систему Министерства юстиции Российской Федерации, имеющие стаж военной службы или службы в федеральных органах исполнительной власти и иных органах, где предусмотрено присвоение специальных званий, и имеющие соответствующую выслугу лет в календарном исчислении.

Медаль состоит из трёх степеней:
- I степени — для награждения сотрудников за 20 лет службы;
- II степени — для награждения сотрудников за 15 лет службы;
- III степени — для награждения сотрудников за 10 лет службы.

Высшей степенью медали является I степень. Награждение медалью более высокой степени не допускается без получения награждаемым медали предыдущей степени. Награждение медалью производится последовательно от низшей степени к высшей.

## Правила ношения
Медаль носится на левой стороне груди и располагается после медали Ветеран Министерства юстиции Российской Федерации в порядке старшинства степеней: I, II, III.

## Описание медали
Медаль имеет форму правильного круга диаметром 32 мм, окаймлённого с двух сторон сплошным лавровым венком, перевитым вверху лентой. На лицевой стороне медали, в центре, помещена эмблема уголовно-исполнительной системы Министерства юстиции Российской Федерации. На оборотной стороне медали в верхней части — надпись «За службу», в нижней: для I степени — цифра «XX», для II степени — цифра «XV», для III степени — цифра «X». Медаль I степени изготавливается из латуни, II степени — из нейзильбера. III степени — из томпака. Все изображения и надписи на медали выпуклые.
Медаль при помощи ушка и кольца соединяется с пятиугольной колодкой, обтянутой красной шёлковой муаровой лентой шириной 24 мм с жёлтыми полосками по краям ленты шириной 1,5 мм каждая, отстоящими от края ленты на 1 мм. Посередине ленты синие полоски шириной 2 мм: для медали I степени — одна полоска, для II степени — две полоски, для III степени три полоски. Синие полоски разделены красными полосками шириной 2 мм. Колодка с медалью при помощи булавки крепится к одежде.
В 2013 году было принято новое описание медали и её ленты.
Ленты медали до 2013 года:   
Ленты медали с 2013 года:   